# Schönenberg (Antarktika)
Der Schönenberg ist ein rund 2300 m hoher Berg in der Lanterman Range der Bowers Mountains im ostantarktischen Viktorialand. Er ragt nördlich des Mount Lugering auf.
Wissenschaftler der deutschen Expedition GANOVEX III (1982–1983) nahmen seine Benennung vor. Namensgeber ist der deutsche Geologe Reinhard Schönenberg (1913–1996) von der Universität Tübingen.